# Élections législatives bahaméennes de 2021
Les élections législatives bahaméennes de 2021 ont lieu de manière anticipée le 16 septembre 2021 afin de renouveler les membres de l'Assemblée des Bahamas.
Le scrutin voit la défaite du Mouvement national libre (FNM)  au profit du Parti libéral progressiste (PLP). Philip Davis remplace Hubert Minnis au poste de Premier ministre.

## Contexte
Les législatives de mai 2017 aboutissent à une alternance avec la victoire du Mouvement national libre (FNM) sur le Parti libéral progressiste (PLP). Le dirigeant du FNM, Hubert Minnis, remplace Perry Christie au poste de Premier ministre. La nouvelle législature est cependant déstabilisée par l'éclatement de scandales conduisant plusieurs membres du gouvernement à présenter leur démission, dont notamment le ministre de la santé Duane Sands ainsi que le ministre des finances Kevin Peter Turnquest.

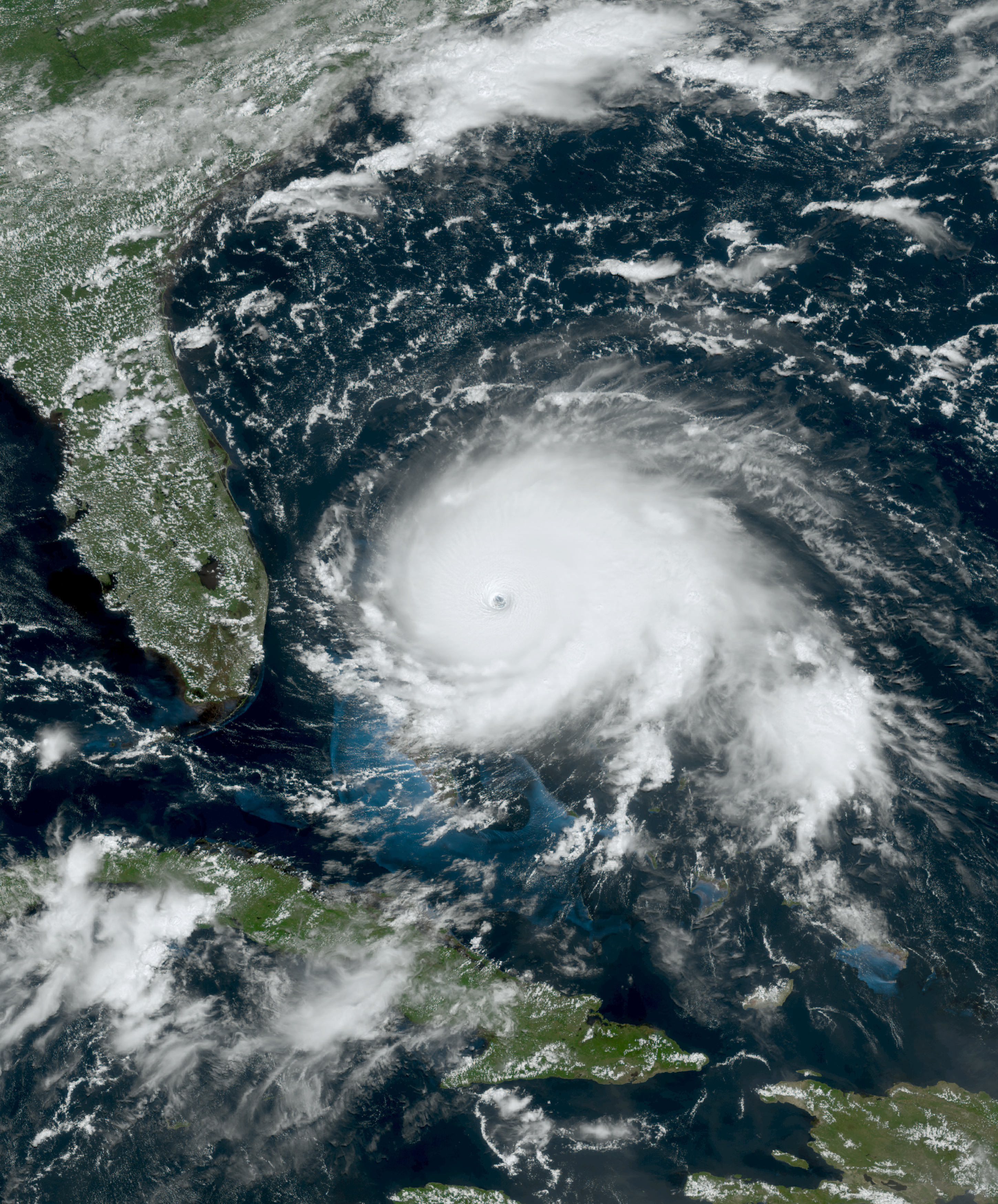
L'Ouragan Dorian le 1 septembre 2019 au large des Bahamas, après son passage en catégorie 5.

Duane Sands se voit ainsi reproché d'avoir autorisé l'entrée sur le territoire bahaméen de six américains en échange d'une donation de 2 500 test contre la Covid-19, en violation de la fermeture des frontières décidée en réponse à la pandémie de Covid-19. Le scandale l'amène finalement à démissionner en mai 2020,. Kevin Peter Turnquest se retrouve quant à lui acculé à la démission en novembre 2020 après avoir été impliqué dans une affaire de prêt frauduleux que plusieurs compagnies aériennes se seraient retrouvées forcées sous la pression du gouvernement à payer à la compagnie Sky Bahamas, propriété de Turnquest,.
Initialement prévues pour mai 2022 au plus tard, les élections sont organisées huit mois avant cette date par Hubert Minnis, qui obtient du gouverneur général Cornelius Smith la dissolution de l'assemblée sortante le 19 août 2021 et l'organisation d'élections anticipées. Fort de sa gestion de la pandémie de Covid-19 et de l'arrivée massive de vaccins dans les mois à venir, le Premier ministre sortant espère ainsi bénéficier d'un renouvellement de son mandat avant la période d'organisation de la reprise économique post pandémique. En tant que pays fortement dépendant du tourisme, les Bahamas ont en effet été durement touchés par l'interruption des flux touristiques mondiaux,. Le pays, qui se relevait à peine des dommages causés par l'Ouragan Dorian en septembre 2019, voit ainsi son économie se contracter de 16 % en 2020.

## Système politique et électoral
Les Bahamas sont un royaume du Commonwealth, un État pleinement indépendant dans les Caraïbes ayant conservé la reine Élisabeth II comme chef symbolique et cérémoniel de l'État. Cette dernière est représentée par un gouverneur général nommé par elle sur proposition du gouvernement bahaméen. C'est une monarchie parlementaire et une démocratie multipartite. Le premier ministre et ses ministres sont issus de l'Assemblée, qui contrôle l'exécutif.
Le parlement est bicaméral. Sa chambre basse, l'Assemblée, est composée de 39 sièges pourvus pour cinq ans au scrutin uninominal majoritaire à un tour dans autant de circonscriptions. Le vote n'est pas obligatoire.

## Campagne
Si les candidatures sont possibles après le versement d'une somme équivalent à 340 euros seulement, le scrutin voit la participation d'un grand nombre de grosses fortunes. Parmi les 227 candidats aux élections législatives, 65 sont ainsi millionnaires, dont le Premier ministre Hubert Minnis (11 millions d'euros) et le chef de l'opposition Philip Davis (3 millions d'euros). Le plus riche d'entre eux, le médecin et entrepreneur Kevin King (45 millions d'euros) se présente pour la première fois à des élections. Fondateur du Mouvement du gouvernement royaume (KGM), ce dernier est partisan d'un abandon de la monarchie au profit d'un suivi plus marqué de la religion.

## Résultats
|                          |                                         |         |       |       |        |               |  |  |  |  |  |  |  |  |
| Parti                    | Parti                                   | Voix    | %     | +/-   | Sièges | +/-           |  |  |  |  |  |  |  |  |
|                          | Parti libéral progressiste (PLP)        | 66 407  | 52,53 | 15,59 | 32     | 28            |  |  |  |  |  |  |  |  |
|                          | Mouvement national libre (FNM)          | 45 730  | 36,17 | 20,82 | 7      | 28            |  |  |  |  |  |  |  |  |
|                          | Coalition des indépendants (COI)        | 8 560   | 6,77  | Nv    | 0      | en stagnation |  |  |  |  |  |  |  |  |
|                          | Alliance nationale démocratique (DNA)   | 1 742   | 1,38  | 3,34  | 0      | en stagnation |  |  |  |  |  |  |  |  |
|                          | Coalition unie (UC)                     | 590     | 0,47  | Nv    | 0      | en stagnation |  |  |  |  |  |  |  |  |
|                          | Mouvement du gouvernement royaume (KGM) | 515     | 0,41  | Nv    | 0      | en stagnation |  |  |  |  |  |  |  |  |
|                          | Parti du grand Commonwealth (GCP)       | 260     | 0,21  | Nv    | 0      | en stagnation |  |  |  |  |  |  |  |  |
|                          | Mouvement gouvernement vertueux (RGM)   | 61      | 0,05  | Nv    | 0      | en stagnation |  |  |  |  |  |  |  |  |
|                          | Indépendants                            | 2 549   | 2,02  | 1,19  | 0      | en stagnation |  |  |  |  |  |  |  |  |
|                          |                                         |         |       |       |        |               |  |  |  |  |  |  |  |  |
| Votes valides            | Votes valides                           | 126 414 |       |       |        |               |  |  |  |  |  |  |  |  |
| Votes blancs et nuls     |                                         |         |       |       |        |               |  |  |  |  |  |  |  |  |
| Total                    | Total                                   |         | 100   | -     | 39     | en stagnation |  |  |  |  |  |  |  |  |
| Abstentions              |                                         |         |       |       |        |               |  |  |  |  |  |  |  |  |
| Inscrits / participation | Inscrits / participation                | 194 526 |       |       |        |               |  |  |  |  |  |  |  |  |

## Conséquences
Le Mouvement national libre (FNM) au pouvoir subit une défaite électorale au profit du Parti libéral progressiste (PLP), reconnue le soir même du scrutin par le Premier ministre Hubert Minnis, qui félicite dans la foulée son adversaire, Philip Davis. Ce dernier prête serment le 17 septembre, devenant ainsi le cinquième Premier ministre des Bahamas.
Minnis échoue ainsi dans son pari de remporter le premier second mandat consécutif d'un gouvernement bahaméen depuis 2002,.